# 埃贝尔派
埃貝爾派（法語：Hébertistes），是法蘭西大革命時期與民粹主義新聞記者雅克-勒内·埃贝尔相關聯的激進的革命政治團體。他們在恐怖統治期間得到權力並在法蘭西大革命期間扮演了顯著的角色。
埃貝爾派的去除基督教主張，也是對實施恐怖統治極端措施，包括1793年9月17日頒布的嫌疑犯法令的熱情支持者。他們贊成政府直接干預經濟的事務，以保證商品的充足供應，主張國家徵用酒和糧食。
1794年3月24日，埃貝爾派領導被送上斷頭台。

## 興起受到歡迎
埃貝爾派勢力的崛起，很大程度歸因於埃貝爾的《迪歇纳老爹报》的普及。這個報紙，宣稱是坦率的呈現一個虛構工薪階層的爐子製造者，“迪歇纳老爹”的意見，有大批無套褲漢的追隨者。1793年，經由埃貝爾派戰爭部長让·巴蒂斯特·诺埃尔·布绍特的策略安排，由政府資助將《迪歇纳老爹报》分發到法蘭西的軍隊，擴展了埃貝爾派理念的支持和認同。
1793年5月24日，新組成的十二人委員會下令逮捕一直運用《迪歇纳老爹报》煽動激烈反對吉倫特派成員的雅克·勒內·埃貝爾。巨大的輿論嘩然和市民騷亂，使得埃貝爾三天後被釋放；然而，一系列動亂持續並擴大，最終1793年5月31日至6月2日間，大批無套褲漢鼓動者包圍國民公會，企圖迫使公會同意他們的要求：解散12人委員會，逮捕請願名單上的吉倫特派代表，對富人徵稅，和對取消無套褲漢選舉權的限制。5月31日只得到廢除委員會的承諾；6月2日，群眾-得到現在新任命埃貝爾派的指揮官，弗朗索瓦·昂里奥將軍，領導的國民自衛軍的支持-再返回包圍國民公會。昂里奥威脅，如果這些令人生氣的吉倫特派代表沒有被驅逐，將對國民公會砲轟。最終，頒布法令逮捕吉倫特派29名代表，標誌著吉倫特派政治權力的結束。
1793年7月，讓-保爾·馬拉被同情吉倫特派的夏綠蒂·科黛刺殺身亡，埃貝爾將自己定位是馬拉的自然繼承者，接收那些認同馬拉超革命信念的熱情。埃貝爾派越來越受歡迎。他們明顯和日益不穩定的影響，令許多不那麼極端的革命政治家們不安，包括山嶽派領導人物，如乔治·雅克·丹东和馬克西米連·羅伯斯庇爾——尤其是不贊成埃貝爾派無神論的後者。

## 罪狀和告發
在1793年10月的行動中，由法布尔·代格朗蒂纳——丹东的朋友和支持者——提出一些指控是明顯的針對埃貝爾派。法布爾宣稱發現了“外國陰謀”，在相關的許多人中，斯坦尼斯拉斯-马里·马亚尔和阿纳卡西斯·克洛茨控，告被牽扯為代理人。成功的形塑了對埃貝爾派的懷疑。然而，法布爾自己被迅速披露已經參與，在某種程度上，精心掩飾自己捲入法國東印度公司的清算醜聞，參與盜取財富的計劃，而他的指控可信度因而被削弱。
1793年12月，記者卡米耶·德穆兰——其政治觀點很早是與丹东和羅伯斯庇爾一致的——開始出版雜誌《老科德利埃》，是詆毀埃貝爾派陣營行動的一部分。該雜誌的標題暗指科德利埃俱樂部，以前是丹东主導的社會溫和革命政策的事實，已經被無套褲漢埃貝爾派及其支持者侵占。當時德穆蘭配合丹东主張，除了對抗埃貝爾派，還反對過激的革命行為，呼籲結束恐怖統治。德穆蘭攻擊埃貝爾所寫的作品使法蘭西共和國蒙羞，他們重印《迪歇纳老爹报》，聲稱“當歐洲的暴君希望貶低共和國，要使他們的奴隸相信，法蘭西滿佈著野蠻主義的黑暗，這巴黎...盡是汪达尔人“。他還嘲笑埃貝爾假裝自己是“人民的家臣”（man of the people）和無套褲漢的代表——事實上，他從他的跟隨者，戰爭部長让·巴蒂斯特·诺埃尔·布绍特的穩固分發《迪歇纳老爹报》到法蘭西軍隊的合同中獲利豐厚。埃貝爾，反過來指責德穆蘭虛偽，指出他當前反對暴力和極端主義和現在是鮮明的對比，在1789年一本小冊子，發行另一本激進小冊子《燈籠對巴黎人民演講辭》（Discours de la lanterne aux Parisiens），那時一直主張處決那些反對革命的人。
這樣尖酸刻薄的交鋒繼續貫穿1793年冬季至1794年，最終導致德穆蘭和埃貝爾雙方的垮台。

## 由權力高峰殞落
1794年2月，從南特召回埃貝爾派的代表让-巴蒂斯特·卡里耶，在那裡，他實施大規模溺水處決鎮壓旺代叛亂。埃貝爾派試圖再上演一場普羅大眾的暴動，希望能模仿導致吉倫特派倒台的成功。1794年3月4日，让-巴蒂斯特·卡里耶和埃貝爾在科德利埃俱樂部以面紗蒙著半身的自由神像：根據儀式，宣佈，叛亂的身分。他們曾要求及希望國民公會驅逐羅伯斯庇爾和他的山嶽派支持者；然而，巴黎市民沒響應，而巴黎公社未能提供政變的軍事支持。埃貝爾派被安東萬·路易·德·聖茹斯特和羅伯斯庇爾宣佈有罪；3月13日，該派別的領導人被逮捕。他們二十人，包括皮埃爾·加斯帕爾·肖梅特，阿纳卡西斯·克洛茨，安托万-弗朗索瓦·莫莫罗和埃貝爾都經革命法庭審判被宣告有罪。1794年3月24日，他們被送往斷頭台。

## 觀點
在意識形態上，他們的暴力，反智和超民粹主義的觀點，主要集中在歷史學家西蒙·沙玛描述為“一個無政府主義概念的人民政府，始終是用武力強加人民的意志在它的受託者”，並採用一種結構支持“不屈不撓的監控、告發、起訴、羞辱和死亡”。

## 埃貝爾派主要人員
| - 雅克-克洛德·貝爾納 - 让·巴蒂斯特·诺埃尔·布绍特 - 弗朗索瓦·沙博 - 皮埃爾·加斯帕爾·肖梅特 - 皮埃尔-于尔里克·迪比松 | - 讓-巴蒂斯特·約瑟夫·戈貝爾 - 弗朗索瓦·昂里奥 - 雅克·勒內·埃貝爾 - 斯坦尼斯拉斯-马里·马亚尔 | - 安托万-弗朗索瓦·莫莫罗 - 雅各布·佩雷拉 - 夏尔-菲利普·龙桑 - 弗朗索瓦-尼古拉·樊尚 |

## 畫廊

雅克·勒內·埃貝爾
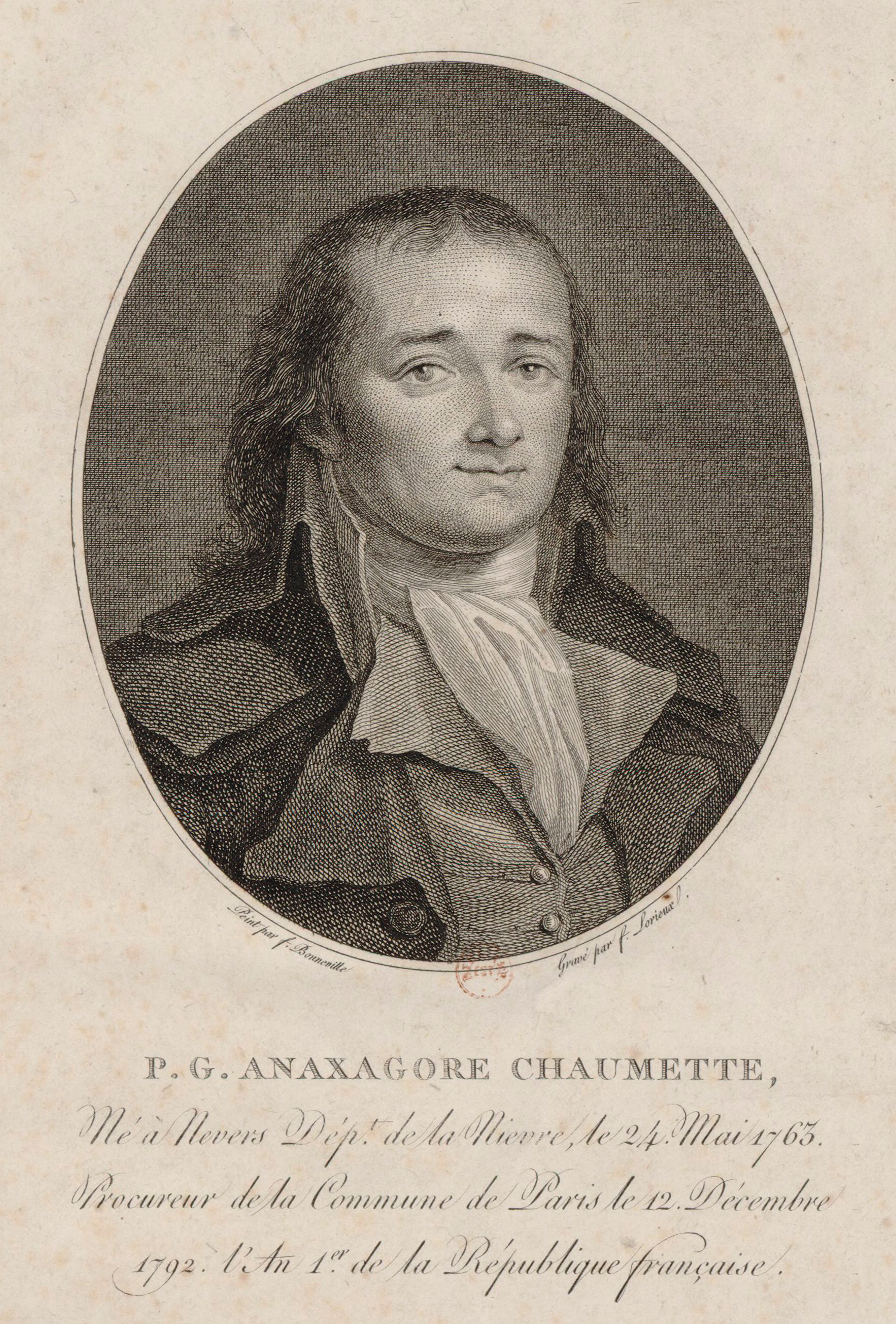
皮埃尔·加斯帕尔·肖梅特
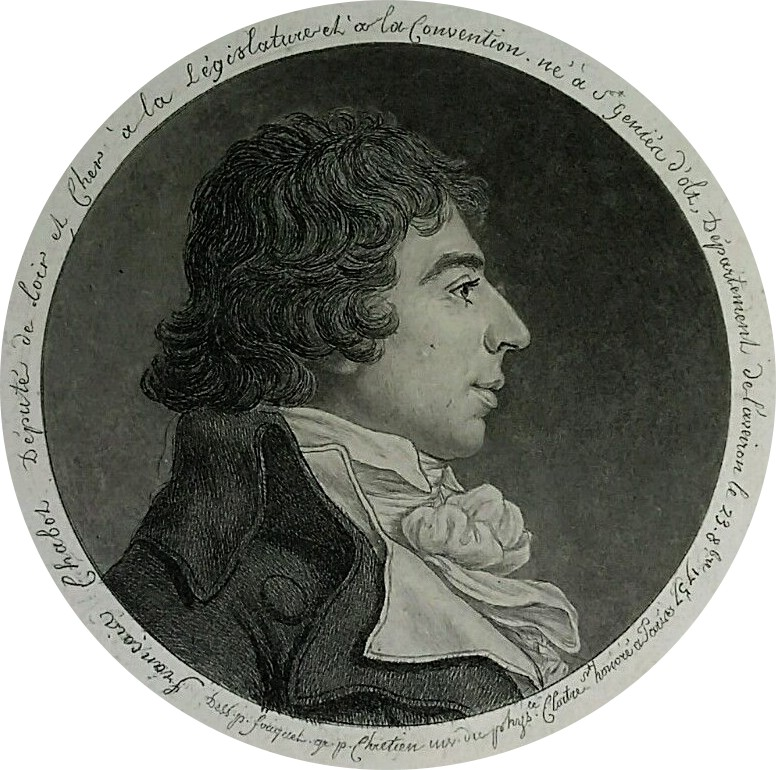
弗朗索瓦·沙博（英语：François Chabot）
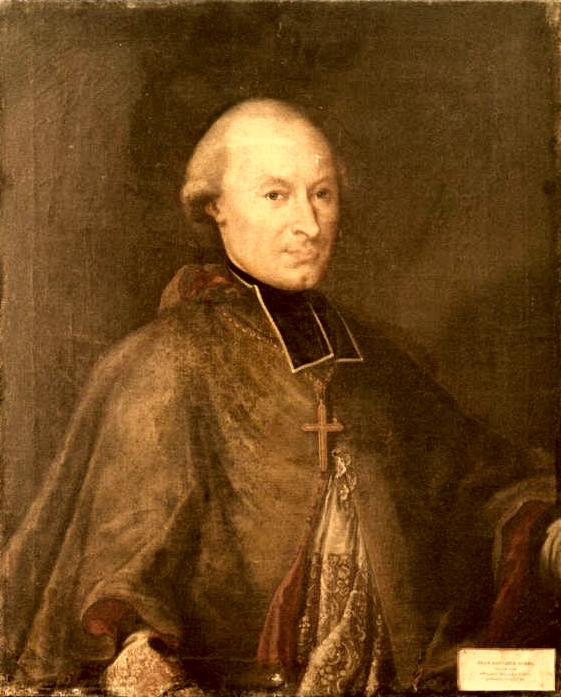
讓-巴蒂斯特·約瑟夫·戈貝爾（英语：Jean-Baptiste-Joseph Gobel）

### 引用
1. 1 2  Schama, 806
2. ↑  Furet, 127
3. ↑  Furet, 128
4. 1 2  Furet, 141
5. ↑  Claretie, 271
6. ↑  Schama, 811
7. 1 2  Scurr, 306

## 延伸閱讀
- Furet, Francois, and  Mona Ozouf, eds.  A Critical Dictionary of the French Revolution (1989) pp 363–69
- 西蒙·沙瑪. 公民：法蘭西革命編年史（英语：Citizens: A Chronicle of the French Revolution）  (1989).
- 莫里斯·斯萊文（英语：Morris Slavin）: The Hébertists to the guillotine - anatomy of a 'conspiracy' in revolutionary France.  (Louisiana State University Press, 1994), ISBN 0-8071-1838-9.